# نمایش بین دو نیمه سوپر بول ۵۴
سوپر بول ۵۴ هلف‌تایم شوو (انگلیسی: Super Bowl LIV halftime show) یک نمایش نیمه دوم بود که رسماً به عنوان نمایش نیمه وقت پپسی سوپر بول ۵۴ شناخته می‌شود، به عنوان بخشی از سوپر بول ۵۴ در ۲ فوریه سال ۲۰۲۰ در ورزشگاه هارد راک میامی گاردنز، فلوریدا برگزار شد. این نمایش توسط فاکس در ایالات متحده آمریکا پخش شد. این نمایش با اجرای جنیفر لوپز و شکیرا همراه بود و شامل میهمانانی از جمله بد بانی، جی بالوین و دختر لوپز بود.